# حصة الحضيض

شكل.1: مخطط مكونات المدار، تشمل حجة القبوة الحضيضية (ω)

حجة القبوة الحضيضية (تسمى أيضا حجة محيط البؤرة (perifocus)) يُرمَز لها بـ ω، وهي إحدى العناصر المدارية للجسم المداري. كمعطى فإن ω هو الزاوية من العقدة المدارية للجسم حتى قبوته، مُقاسة بإتجاه الحركة.
لأنواع معينة من المدارات، الكلمات مثل: الحضيض الشمسي (perihelion) (للمدارات التي تتوسطها الشمس)، أو الحضيض القمري (للمدارات التي تتوسطها الأرض)، ونقطة التقارب (للمدارات حول النجوم) وهكذا قد تُستبدل كلمة القبوة الحضيضية (periapsis). شاهد القبوة للمزيد من المعلومات.
حجة القبوة الحضيضية لـ 0 درجة تعني ان الجسم المداري سيكون في اقرب حالاته من الجسم الوسطي في نفس اللحظة التي يجتاز فيها المستوي المرجعي (plane of reference) من الجنوب إلى الشمال. حجة القبوة لـ 90 درجة تعني ان الجسم المداري سيصل القبوة الحضيضية من البعد الشمالي الأقصى لها من المستوي المرجعي.
إضافة حجة القبوة الحضيضية لزاوية العقدة المدارية يعطي زاوية القبوة الحضيضية. وفي نقاشات النجوم الثنائية والكواكب خارج المجموعة الشمسية، يستخدم مصطلح (زاوية القبوة الحضيضية) أو (زاوية نقطة التقارب) بترادف مع (حجة القبوة الحضيضية).

## الإحتساب
في علم الحركة الفضائية حجة القبوة الحضيضية ω من الممكن ان تحتسب كالاتي:
{\displaystyle \omega =\arccos {{\mathbf {n} \cdot \mathbf {e} } \over {\mathbf {\left|n\right|} \mathbf {\left|e\right|} }}}
(إذا كان   {\displaystyle e_{z}<0\,} فإن {\displaystyle \omega =2\pi -\omega \,})
عندما
- n	 : هو المتجه الذي يشير إلى العقدة الصاعدة.
- e: هو متجه الانحراف المداري.

وفي حالة المدارات الاستوائية (التي ليس فيها عقدة صاعدة)، فإن الحجة تكون غير معرفة بدقة. إذا كان انعقاد إطار زاويدة العقدة الصاعدة Ω إلى 0 متبوعا، فإن قيمة ω تتبع من محورين:
{\displaystyle \omega =\arctan 2({e_{y}},{e_{x}})}
(إذا كان المدار مع اتجاه عقارب الساعة (i.e. {\displaystyle (\mathbf {r} \times \mathbf {v} )_{z}<0}) فإن {\displaystyle \omega =2\pi -\omega \,})
عندما:
- {\displaystyle e_{x}\,} و {\displaystyle e_{y}\,} هما مكونات  X و Y لمتجه الانحراف المداری e

وفي الحالة المدارات الدائرية فإن غالبا ما يُفترض ان القبوة الحضيضية موضوعة في النقطة الصاعدة ولذلك فإن ω=0

## مثال
الأدلة التي استشهد بها علماء معهد كاليفورنيا للتكنلوجيا على وجود ما يُعرف بالكوكب تسعة خلف بلوتو من خلال جاذبية ومدارات الأجسام التي تمت ملاحظتها في ذلك المجال.